# Parapercis flavescens
Parapercis flavescens är en fiskart som beskrevs av Pierre Fourmanoir och Rivaton, 1979. Parapercis flavescens ingår i släktet Parapercis och familjen Pinguipedidae. Inga underarter finns listade i Catalogue of Life.